# Antonio Gaetano Pampani
Antonio Gaetano Pampani, anche Pampino o Pampini (Modena, 1705 circa – Urbino, dicembre 1775), è stato un compositore italiano.

## Biografia
La primissima notizia che ci giunge relativa all'attività musicale del Pampani si riferisce al 18 luglio 1726, quando fu nominato maestro di cappella del Duomo di Fano, posizione che però non poté pienamente assolvere in quanto era stato contemporaneamente ingaggiato dal teatro d'opera di Urbino. Infatti rimase in questa città per diversi anni prestando scarsa attenzione alla cappella musicale di Fano, dalla quale si dimise verso la fine del luglio del 1734. Già dal 1730 ebbe inizio la sua collaborazione con il Teatro del Sole di Pesaro, nel quale mise in scena diverse opere di altri compositori, talvolta inserendovi alcune sue arie. Fu attivo in questa città fino all'autunno del 1737 e durante questo periodo si recò due volte a Venezia, nel 1735 e nel 1737, per rappresentare due sue opere. Fu successivamente a Fermo nel 1739 e a Macerata nel 1740, dove compose tre oratori. Tra il 1740 e il 1746 interruppe la sua attività compositiva, ma è possibile che egli fosse attivo dal 1738 fino al 1746 come maestro di cappella della Cattedrale di Fermo.
Sempre nel 1746 diventò membro della prestigiosa Accademia Filarmonica di Bologna e ciò fu punto di svolta per la sua carriera. Da questo momento in poi divenne un celebre compositori di opere serie: fu attivo soprattutto presso i teatri d'opera veneziani, ma anche i teatri di Roma, Milano e Torino, per i quali componeva annualmente nuove lavori operistici. Divenne inoltre direttore di coro e dell'orchestra del celebre Ospedale dei Poveri Derelitti della città lagunare (conosciuto anche come Ospedaletto). A Venezia, tra il 1749 e il 1764, compose anche oratori, mottetti per voce sola e altri lavori sacri per il coro femminile dell'ospedale, e inoltre lavori strumentali da eseguire durante le funzioni dei vespri (principalmente per l'Assunzione). Rimase maestro dell'Ospedaletto forse fino al 1765, anno in cui riallestì il suo oratorio L'innocenza rispettata.
Il 27 dicembre 1767 Pampani fu nominato maestro di cappella della Cattedrale di Urbino, però assunse effettivamente questa carica 1º luglio 1768, in quanto era impegnato con l'allestimento della sua ultima opera, Demetrio, rappresentata nel maggio del 1768 a Venezia. Tenne questa carica sino alla morte, che avvenne nel dicembre 1775. Giuseppe Gazzaniga verso la fine dicembre fu nominato suo successore.

## Composizioni

### Opere
- Delbo mal maritato (intermezzo, 1730, Pesaro)
- L'Anagilda (opera seria, libretto di A. Zaniboni, 1735, Venezia)
- Astianatte (opera seria, libretto di Antonio Salvi, 1735, Teatro San Moisè di Venezia)
- Sedecia (opera seria, 1736, Ascoli)
- Artaserse Longimano (opera seria, dal Temistocle di Pietro Metastasio, 1737, Venezia)
- Siroe (pasticcio, libretto di Pietro Metastasio, 1737, Venezia)
- Semiramide riconosciuta (opera seria, 1741, Fermo)
- La caduta d'Amulio (opera seria, libretto di C. Gandini, 1746, Venezia)
- La clemenza di Tito (opera seria, libretto di Pietro Metastasio. 1748, Venezia)
- Adriano in Siria (opera seria, libretto di Pietro Metastasio, 1750, Milano)
- Artaserse (opera seria, libretto di Pietro Metastasio, 1750, Venezia)
- Venceslao (opera seria, libretto di Apostolo Zeno, 1752, Venezia)
- Andromaca (opera seria, libretto di Antonio Salvi, 1753, Roma)
- Madama Dulcinea, o Tiberio cuoco del maestro di bosco (intermezzo, 1753, Pesaro)
- Eurione (opera seria, libretto di A. Papi, 1754, Roma)
- Antigono (opera seria, libretto di Pietro Metastasio, 1757, Teatro Regio di Torino diretta da Giovanni Battista Somis)
- Demofoonte (opera seria, libretto di Pietro Metastasio, 1757, Roma)
- L'Olimpiade (2° atto) (opera seria, libretto di Pietro Metastasio, 1766, Venezia; in collaborazione con Pietro Alessandro Guglielmi (1° atto) e Francesco Brusa (3° atto))
- Il Demetrio (opera seria, libretto di Pietro Metastasio, 1768, Venezia)

### Oratori
- San Maurizio e compagni martiri (1738, Perugia)
- Assalonne (libretto di O. Turchi, 1739, Fermo)
- L'obbedienza di Gionata (1739)
- Ester (libretto di G. C. Cordara, 1740, Mandola)
- Il Giefte (1746, Fermo)
- La vocazione di San Francesco d'Assisi (libretto di A. Scardarilla, 1749, Gubbio)
- L'innocenza rispettata (1749, Venezia)
- Messiae praeconium carmine complexum (1754, Venezia)
- Sofonea id est Joseph pro Rex Aegypti (1755, Venezia)
- Triumphus Judith (1757, Venezia)
- La morte di Abele (libretto di Pietro Metastasio, 1758, Venezia)
- Prophetiae evangelicae ac mors Isaiae (1760, Venezia)
- Pro solemni die BMV (1764, Venezia)
- Amor divino e Urbana (1768, Urbino)